# Письменность наси
Пи́сьменность на́си — совокупность графических систем, используемых для записи языка наси, распространённого на юге Китая. В настоящее время наси пользуется латинским алфавитом, некоторое распространение также имеет традиционное пиктографическое письмо дунба (то-мба). В прошлом применялись алфавит Фрейзера, слоговое письмо гэба и ещё одно оригинальное слоговое письмо.

## Дунба

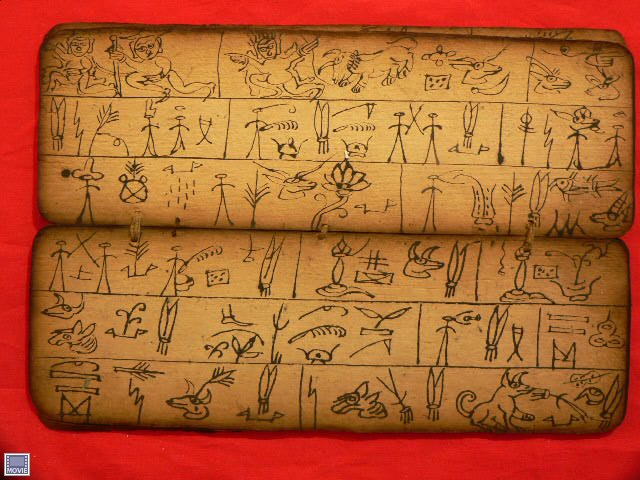
Рукопись, написанная пиктографическим письмом дунба

Древнейшей письменностью для записи языка наси является пиктографическое письмо дунба (среди самих наси также распространено название ser jel lv jel — «письмо на дереве и камне»). Время возникновения дунба точно не установлено, оценивается что ей более 1000 лет. Дунба использовалась служителями культа бон для записи священных текстов. Сохранилось несколько тысяч текстов, записанных этим письмом. Пиктограммы дунба преимущественно имеют изобразительный характер предметов и понятий, но также есть фонетические и другие дополнительные знаки. Общее число знаков дунба оценивается, по разным источникам, в 1500—3000.
В 1980-х годах отмечалось, что письмо дунба всё ещё имело распространение у наси, причём на нём велась и личная переписка. Иногда письмо дунба называют единственной «живой» пиктографической письменностью, но современные исследователи отмечают, что дунба нельзя считать полноценно «живым» письмом — оно активно используется как элемент оформления вывесок в районах проживания наси, но больше не имеет распространения в быту и повседневной коммуникации. Хотя в начальных школах в районах компактного проживания наси ведётся обучение письму дунба, интерес среди молодёжи к этой письменности и к языку наси в целом невысок.

## Гэба

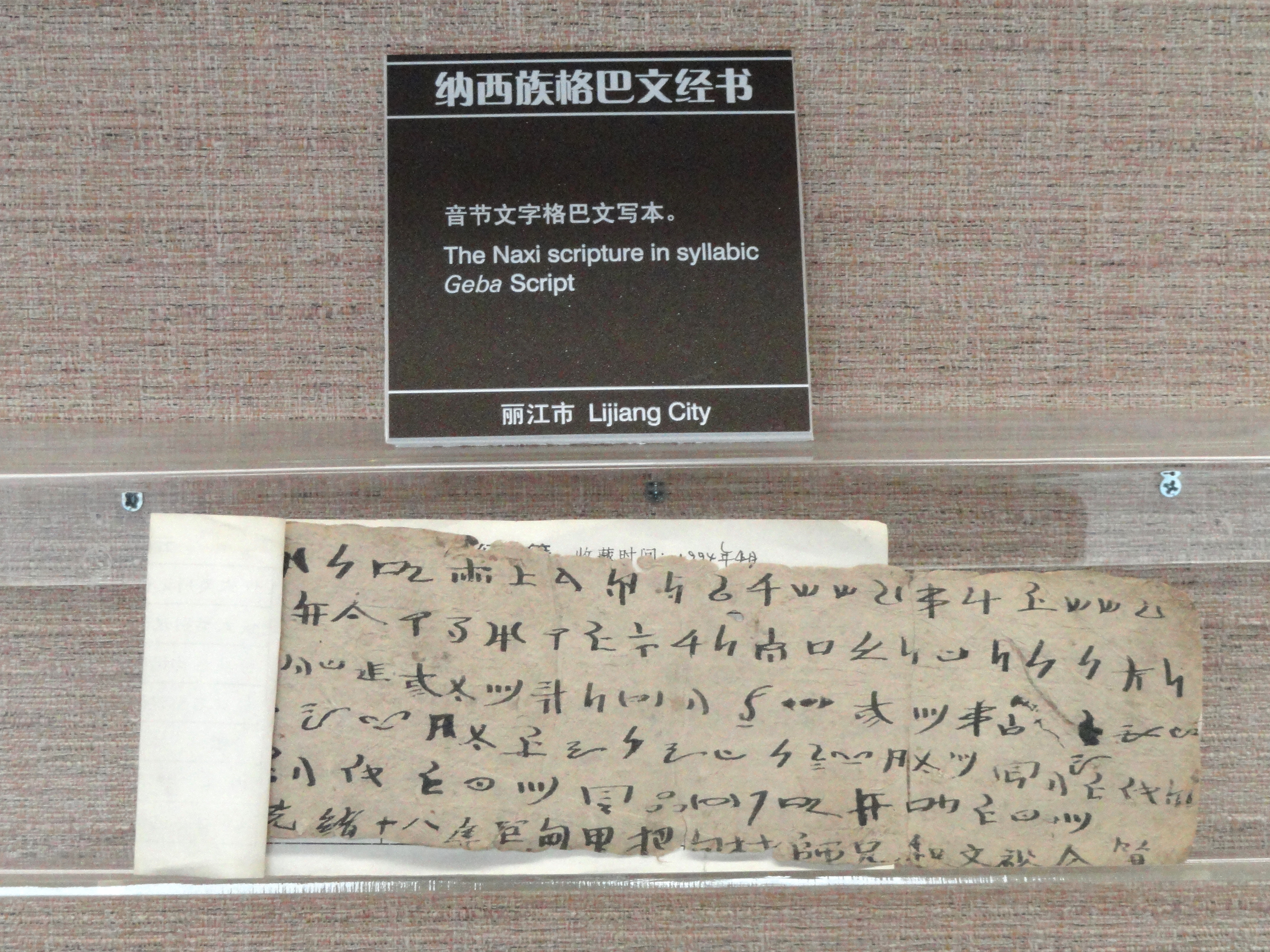
Рукопись, написанная слоговым письмом гэба

Слоговое письмо гэба (наси ggo baw, кит. 哥巴) возникло, вероятно, в XIII веке. Сфера использования гэба была крайне ограниченной — самостоятельно оно применялось только для записи мантр, а также иногда в одном тексте с пиктограммами дунба, поясняя их значение. В настоящее время вышло из употребления. Письмо гэба обнаруживает сходство с традиционным письмом и, а также с китайским письмом.

## Алфавит Фрейзера
Алфавит Фрейзера изначально был разработан британским миссионером Джеймсом Фрейзером в 1915 году для записи языка лису. В основе алфавита лежат заглавные буквы латинского алфавита. Также используются знаки, представляющие собой перевёрнутые сверху вниз или слева направо заглавные латинские буквы. Тоны обозначаются европейскими пунктуационными знаками. Позднее алфавит Фрейзера был приспособлен и для ряда других языков, в том числе и наси — на нём в 1932—1933 годах христианскими миссионерами были изданы несколько книг религиозного содержания. По сравнению с алфавитом, использовавшимся для лису, в алфавит для наси был добавлен один дополнительный знак — 𑾰.
Алфавит Фрейзера для наси: ꓐ, ꓑ, ꓒ, ꓓ, ꓔ, ꓕ, ꓖ, ꓗ, ꓘ, ꓙ, ꓚ, ꓛ, ꓜ, ꓝ, ꓞ, ꓟ, ꓠ, ꓡ, ꓢ, ꓣ, ꓥ, ꓦ, ꓧ, ꓪ, ꓫ, ꓬ, 𑾰, ꓮ, ꓯ, ꓰ, ꓱ, ꓲ, ꓳ, ꓴ, ꓵ, ꓶ, ꓷ, ꓭ. Тона обозначались знаками . и : после соответствующего слога.

## Латинский алфавит
Разработка латинизированного алфавита для наси началась в июне 1956 года силами комитета по работе с национальными меньшинствами провинции Юньнань. В основу литературного языка был положен говор города Даянь западного диалекта. В августе 1957 года на конференции, посвящённой языкам национальных меньшинств, проходившей в Куньмине, был рассмотрен и одобрен проект алфавита для наси. Алфавит, опубликованный в издании «纳西文字方案: 草案», включал 29 букв: 23 буквы латинского алфавита, 3 знака МФА, 2 буквы кириллицы и 1 вновь созданную букву.
| A a              | B b | Ƃ ƃ  | C c   | D d             | Ƌ ƌ  | E e | Ə ə  | F f                        | G g | Г г  | H h | I i  | J j   | K k  |
| [a]              | [p] | [mb] | [ts'] | [t], низкий тон | [nd] | [e] | [ə]  | [f], низкий восходящий тон | [k] | [ŋg] | [x] | [i]  | [ndz] | [k'] |
|                  |     |      |       |                 |      |     |      |                            |     |      |     |      |       |      |
| L l              | M m | N n  | O o   | P p             | R r  | S s | T t  | U u                        | V v | Ɯ ɯ  | Y y | Z z  | З з   |      |
| [l], высокий тон | [m] | [n]  | [o]   | [p']            | [ʐ]  | [s] | [t'] | [u]                        | [v] | [ɯ]  | [y] | [ts] | [z]   |      |

В конце 1958 года дальнейшее развитие письменности для наси было остановлено. Вновь к вопросу создания и развития письменности наси вернулись в 1981 году, когда комитет по делам национальным меньшинств провинции Юньнань постановил начать разработку новой версии латинизированного алфавита для наси. Этот алфавит получил название «наси пиньинь» (纳西拼音) и включал 26 стандартных латинских букв, с помощью которых записывались 30 инициалей, 19 финалей и 4 тона (один из которых на письме не обозначался). При составлении алфавита была решено максимально унифицировать систему обозначения звуков с официальной системой латинизации китайского письма пиньинь. С 1983 года латинизированный алфавит наси начал применяться в школах, книгоиздании, средствах массовой информации и других сферах.
Современный алфавит наси:
Инициали:
| Буква | МФА  | Буква | МФА   | Буква | МФА   |
| ----- | ---- | ----- | ----- | ----- | ----- |
| b     | [p]  | g     | [k]   | z     | [ts]  |
| p     | [ph] | k     | [kh]  | c     | [tsh] |
| bb    | [mb] | gg    | [ŋ̩g]  | zz    | [ndz] |
| m     | [m]  | ng    | [ŋ̩]   | s     | [s]   |
| f     | [f]  | h     | [x]   | ss    | [z]   |
| d     | [t]  | j     | [tɕ]  | zh    | [tʂ]  |
| t     | [th] | q     | [tɕh] | ch    | [tʂh] |
| dd    | [nd] | jj    | [ndʑ] | rh    | [ndʐ] |
| n     | [n]  | ni    | [ȵ]   | sh    | [ʂ]   |
| l     | [l]  | x     | [ɕ]   | r     | [ʐ]   |

Финали:
| Буква | МФА | Буква | МФА  | Буква | МФА  | Буква | МФА  |
| ----- | --- | ----- | ---- | ----- | ---- | ----- | ---- |
| i     | [i] | a     | [a]  | v     | [v]  | ui    | [ui] |
| u     | [u] | o     | [o]  | iai   | [iæ] | uai   | [uæ] |
| iu    | [y] | e     | [ə]  | ia    | [ia] | ua    | [ua] |
| ei    | [e] | er    | [ər] | ie    | [iə] | ue    | [uə] |
| ai    | [æ] | ee    | [ɯ]  | iei   | [ie] |       |      |

Низкий восходящий тон обозначается буквой f после соответствующего слога, высокий тон — l, низкий тон —
q. Средний тон на письме не обозначается. Для разделения слогов в случае, если это разделение может быть сделано ошибочно, используется апостроф: например cee’leeq.

## Другие системы письма
В конце XVIII века одна из групп наси изобрела собственное слоговое письмо (малимаса, 玛丽玛萨) из примерно сотни знаков, графически базировавшееся на знаках дунба и гэба. Кроме того, среди наси волости Юннин, где дунба и гэба не имели распространения, придумали примерно 40 знаков для обозначения дней и их символических атрибутов.

## Примеры текстов
- На алфавите Фрейзера[13]:
  - ꓦꓰ ꓖꓱ ꓣꓳꓹ ꓬꓰ꓿ꓢꓴ ꓚꓲ꓿ꓔꓴ ꓗꓸ ꓘꓳ ꓖꓱ ꓗꓴꓸ ꓬꓵ。 ꓦꓰ˗ꓫꓲ ꓬꓲ꓿ꓢ꓿ꓬ ꓖꓱ ꓕꓰ˗ꓷ ꓡꓳ ꓕꓰ ꓚꓲꓱꓸ˗ꓔꓵ ꓖꓱ ꓕꓷ ꓠꓲꓸ˗ꓠꓲ ꓪꓹ ꓫꓱ ꓟꓰꓹ ꓡꓵ ꓡꓰꓹ ꓥꓱ ꓠꓷ ꓥꓱ ꓖꓱ ꓚꓶ˗ꓫꓲ ꓚꓶ ꓬꓱ ꓠꓷ ꓖꓱ ꓗꓯ ⅄ꓵꓹ ꓣꓷ˗ꓖꓴ ꓦꓳꓸ˗ꓦꓳ ꓚꓶꓽ。
  - перевод: Начало Евангелия Иисуса Христа, Сына Божия, как написано у пророков: вот, Я посылаю Ангела Моего пред лицем Твоим, который приготовит путь Твой пред Тобою.
- На современном латинском алфавите[14]:
  - Chee’loq zzoq la me jju, leeq la me jju yil, jjihoq gge ddeekvq bbee chee ggvna gge ddeeni jji ner meq.
  - перевод: Здесь нет ни моста, ни лодки. Поэтому чтобы попасть на другой берег реки нужно идти целый день.